# Caligatus dinota
Caligatus dinota là một loài bướm đêm trong họ Noctuidae.